# Chaetodipus baileyi
Chaetodipus baileyi је врста из реда глодара и породице Heteromyidae.

## Распрострањење
Присутна је у следећим државама: Мексико и Сједињене Америчке Државе.

## Станиште
Станиште врсте су пустиње.

## Угроженост
Ова врста је наведена као последња брига, јер има широко распрострањење и честа је врста.